# Price for freedom (canción de La Franela)
«Price for Freedom» es la tercera canción del segundo álbum de estudio Hacer Un Puente (2011) de la banda de rock argentina La Franela. Es el primer sencillo del álbum, fue publicado el 3 de octubre de 2011, por PopArt Discos asociado a Tocka Discos. En poco tiempo la canción empezó a tener reconocimiento en el público argentino al igual que su sucesor homónimo del álbum, «Hacer un Puente» de 2012.

## Composición y grabación
La letra fue escrita por Daniel «El Piti» Fernández y la música por él mismo junto los integrantes de La Franela. La canción es un ska el cual es un desahogo que refleja la separación de Daniel «El Piti» Fernández de su ex mujer y de Los Piojos en 2008. La canción también se le llama «Ska del Divorcio» a parte de «Price for Freedom» (Precio de la Libertad), en denominación de Fernández y dicho varias por él en Vivo.
La canción fue grabada, mezclada y producida por Martín «Túcan» Bosa en El Abasto Mansión Monsterland y Tucansoniq, masterisado en Puri Mastering por Max Scenna.

## Publicación y futuro álbum
El 3 de octubre de 2011, fue publicado el primer adelanto/sencillo del álbum de la canción «Price for Freedom» y que el álbum saldría el 28 de octubre de ese mismo año. Fernández le contó a Todo Noticias, que este álbum está mejor trabajo que su antecesor Después de Ver de 2009; ya que el anterior había salido con urgencia. Para este álbum se tomaron más tiempo para componer las canciones.

## Vídeo musical
Por mes «Price for Freedom» llegó a las 200 mil visitas, lo que cuadruplicó al igual que su sucesor, «Hacer un Puente» de 2012. El vídeo ocupó el puesto No.18 y punto más alto en MTV Argentina, en noviembre de 2011. Fuera del vídeo musical, la canción también tuvo una gran rotación en las radios de Argentina.[cita requerida]

## Ficha técnica
Los créditos están adaptados de las notas del álbum.
La Franela
- Daniel Alberto Fernández — voz
- José María De Diego — voz, coros
- Carlos Francisco Aguilar — guitarra, coros
- Diego Martín Bosa — guitarra
- Lucas Emiliano Rocca — bajo
- Diego Hernán Módica — batería
- Pablo Ignacio Ávila — saxofón
- Facundo Farías Goméz — percusión

Músicos invitados
- Alejandro «Pollo» Gómez Ferraro — trompeta (también en «Hacer un Puente» y «Maikel Focs»)

## Otros sucesos
- La canción salió en el segundo álbum de estudio, pero esta tuvo una aparición en el año 2009.[10]